# Dario Frigo
Pour les articles homonymes, voir Frigo.
Dario Frigo (né le 18 septembre 1973 à Saronno, dans la province de Varèse en Lombardie) est un coureur cycliste italien.

## Biographie
(mai 2019).
Le contenu est difficilement compréhensible vu les erreurs de traduction, qui sont peut-être dues à l'utilisation d'un logiciel de traduction automatique.
Dani Frigo arrive au Giro del Veneto 1995, sous le maillot du Mercatone Uno-Saeco, il a comme coéquipiers, Michele Bartoli, Mario Cipollini, Francesco Casagrande. À partir de1996, Saeco sera sa formation pendant quatre ans. En 1999, il remporte sa première victoire à l’Open Dekra, en Allemagne. En 2000, il rejoint la Fassa Bortolo et connaît un succès dans l'étape Arco di Trento du Giro del Trentino et dans l'édition du Giro di Campania. Il termine 2e du Tour de Suisse derrière Camenzind. En 2001, il remporte le contre-la-montre au Col d'Èze et le classement général du Paris-Nice et le celui du Tour de Romandie qu'il gagne également en 2002. 
Sur le Tour d'Italie 2001, il est l'un des favoris pour la victoire finale bien que ses capacités dans une course par étapes de trois semaines, sont inconnues. Lors du prologue, il est deuxième derrière le vainqueur Verbrugghe. Dans la quatrième étape avec une arrivée en montée, il parvient à remporter son premier maillot rose, qu'il garde pendant neuf jours avant de le céder à Gilberto Simoni, lors de la treizième étape, au col Pordoi. L'écart au classement entre les deux coureurs est cependant minime. Le 3 juin, Frigo remporte la quinzième étape, le Sirmione-Salò, un contre-la-montre, mais Simoni parvient à garder sa tunique rose. Le 7 juin, une étape importante est prévue, Imperia-Sant'Anna di Vinadio, mais des perquisitions du NAS ont lieu dans les hôtels de Sanremo où séjournaient les équipes participantes au Giro. Les coureurs restent à la disposition des carabiniers et des financiers, sans avoir la possibilité de se reposer convenablement, il est donc décidé d'annuler l'étape.

Au cours des perquisitions, il s'avère que Frigo détenait des flacons de substances dopant, toutefois, il affirme ne pas les l'avoir utilisé. Le lendemain matin, le coureur n’a pas quitté Busto Arsizio parce qu’il a été congédié par son groupe sportif. Plus tard, il est établi que Dario avait également été victime d'une arnaque, car l'étiquette de ces flacons ne correspondait pas au produit qu'ils étaient supposés contenir, mais c’était un détail. Frigo avait essayé de se procurer un produit illicite, pour cela il a été condamné à six mois de suspension jusqu’au 8 mars 2002.
En 2002, il est embauché par Tacconi Sport et fait son retour en compétition sur le Paris-Nice, il remporte l'étape la plus difficile au Col d'Èze. Il remporte ensuite une étape et le classement final du Tour de Romandie. Il revient au Giro d'Italia et termine avec une modeste 12ème place au classement à 11'50 "du vainqueur Paolo Savoldelli. Après le Giro, il remporte le titre de champion d'Italie du contre la montre et la 17ème étape du Tour de France. En août, il gagne la Subida d'Urkiola et le Championnat de Zurich, terminant la saison à la 5ème place du classement UCI. 
En 2003, il gagne six compétitions dans la première moitié de la saison : une étape au Paris-Nice, une étape et le classement général de la Volta à la Comunitat Valenciana, et celui de la Setmana Catalana ainsi qu'une une étape au Giro, qu'il termine à la 7ème place. Il se concentre ensuite sur la finale de la saison, il est 5ème au Championnat du Monde du contre la montre à Hamilton. Il est 3eme dans le Giro di Lombardia. À la fin de la saison, il occupe la 14ème place du classement UCI.
2004 est une année très difficile pour Frigo: trois mois loin des compétitions, à cause des problèmes physiques, et une récupération lente et difficile ne lui permet de gagner aucune compétition. Malgré tout, il est sélectionné pour les Championnats du monde à Vérone pour la deuxième année consécutive.
Dario a mal commencé l'année 2005: les résultats ne sont pas au rendez-vous. En juillet, lors du Tour de France, sa femme et lui ont été interpellés par la police française, après la découverte d'une douzaine de doses d' EPO dans la voiture conduite par son épouse. Le coureur est exclu du Tour de France, et annonce sa décision de mettre fin à sa carrière.

### Enquêtes de dopage
À la suite des déclarations de Dario Frigo, le capitaine de police, Jean-Philippe Casano, a procédé à une enquête approfondie et a témoigné devant les juges de la manière suivante: "L’enquête diligentée conformément à vos instructions nous permet de vérifier et de valider les assertions contenues dans le courier adressé par Dario Frigo, notamment en identifiant les différents protagonistes qu’il met en cause dans l’organisation du dopage au sein de son ancienne équipe, la Fassa Bortolo, aujourd’hui dissoute. "(Rapport 2006/7 de la Police Judiciaire).
Cyril Troussard (C.P.L.D) déclare: "La méthode de dopage organisée au sein du Fassa Bortolo en 2003, décrite par Frigo dans sa lettre, est comparable à la méthode Festina" (Rapport 2006/7 de la Police Judiciaire).
M. Alain Garnier (A.M.A.) a validé les déclarations de Frigo sur l'existence d'une omerta dans le monde du sport concernant les pratiques de dopage au sein d'équipes telles que le Fassa Bortolo. (Rapport 2006/7 de la Police Judiciaire).
Le 15/9/2008 au tribunal d'Albertville, Dario et son épouse sont condamnés à six mois d'emprisonnement avec sursis. Le procureur interjette appel. Le 23/4/2009, la cour d'appel de Chambéry a réduit la peine de l'un et de l'autre à 3 mois avec sursis.
La Cour de Chambéry, dans les motifs de la sentence, a déclaré: "Les investigations diligentées sur commission rogatoire permettaient de crédibiliser dans ses grandes lignes l'architecture du système dénoncé par Dario Frigo, à savoir une pratique du dopage d'athlètes institutionnalisée et organisée par les dirigeants d'équipe Fassa Bortolo même si le magistrat instructeur se heurtait à l'absence de toute coopération avec les autorités italiennes. Les pressions subies par Dario Frigo pour se plier à nouveau pratiques systématiques de dopage institutionnalisées au sein de son équipe sont avérées. Les humiliations et les vexations des dirigeants de Fassa Bortolo ont particulièrement atteint un coureur dont la santé physique et psychologique était fragilisée par plusieurs années de dopage au sein d’un système scandaleux bien éloigné de l'éthique sportive. "(Dossier n ° 08 / 00899 du 23/4/09 Cour d’appel de Chambéry).
Et le conditionnement subi par le coureur dans un environnement éprouvé dans lequel l'usage du dopage est défini comme institutionnalisé a justifié "l'application plus douce du droit pénal" (Dossier n ° 08 / 00899 du 23/4/09 Cour d’appel de Chambéry).
Au cours de l'interrogatoire D96 devant le chef de la police, Jean-Philippe Casano, Ferretti a déclaré: "Le (Frigo) était payé près de ... euros par un tarif qui, l'employeur est un droit de faire pression ...".
La section du tribunal de Ravenne de Lugo a établi que le Fassa Bortolo ne s’était pas fermé en raison de Dario Frigo.
Bien que les juges aient reconnu "une pratique du dopage d'athlètes institutionnalisée et organisée" en 2010 devant le tribunal de Trévise, le Fassa Bortolo a engagé une action civile contre Dario Frigo pour l'image blessée de Fassa Spa, en réparation du préjudice patrimonial et non patrimonial subi par Fassa Bortolo et qualité de l'auteur des déclarations rapportées dans le journal il Gazzettino, où il est resté pendant un mois, avec réparation pécuniaire.
Par la sentence n ° 2146/15 du 05/10/2015, le tribunal de Trévise rejette la demande en indemnité de Fassa Bortolo.
Le juge du tribunal de Trévise déclare: "Face aux enquêtes menées par les autorités françaises, le Fassa Bortolo n’a rien prouvé en ce qui concerne la fausseté de ce que Frigo a dit, car l’apparente rigueur formelle concernant l’utilisation de substances illégale prise par la société Fassa Bortolo a ensuite été nié par les choix faits par elle, en particulier, ne peut pas être négligé que la même a profité d'un directeur sportif, Giancarlo Ferretti, avec passé pas particulièrement clair, ayant le même a engagé des coureurs déjà reconnus coupables de dopage ou ayant travaillé pour obtenir la collaboration pour Fassa Bortolo et contre rémunération "en noir", par le Dr Marcos Maynar, connu pour ses expériences et l'utilisation de substances interdites "(n ° 2146/15 du 05/10/2015 Tribunal de Trevise).
Dr. Marcos Maynar (es) était présent aux retraites de Castrocaro Terme (11/2002) et de Marina di Bibbona (01/2003), au Trophée Puig, Vuelta Valenciana, Semana Catalana, Vuelta al Pais Vasco, Vuelta a Catalunya, Tour de Luxembourg, Allemagne Tour, Vuelta a Burgos et Vuelta a Espana '03 (70 jours de compétitions c.ca).
Fassa Bortolo se pourvoit devant la Cour d'Appel de Venise. Le 30/07/2018, l'appel est rejeté. En mars 2019, les conditions d'un éventuel recours devant la Cour de Cassation ont expiré.

## Palmarès

### Palmarès amateur
| - 1991 - 3e du championnat d'Italie sur route juniors - 1993 - Rho-Baveno-Levo - 4e étape du Tour de la Vallée d'Aoste - 2e de la Coppa della Pace - 3e de la Freccia dei Vini - 1994 - Grand Prix de Poggiana - 4e étape du Tour de la Vallée d'Aoste - Coppa Città di San Daniele - 2e du Tour de la Vallée d'Aoste - 2e du Gran Premio Capodarco | - 1995 - 2e du Trofeo Caduti di Soprazocco - 3e du Grand Prix Industrie del Marmo - 5e du championnat d'Europe sur route espoirs |  |

### Palmarès professionnel
| - 1998 - 2e du Tour du Trentin - 3e du Trophée Melinda - 9e du Grand Prix de Suisse - 1999 - Dekra Open Stuttgart : - Classement général - 1re étape - 2e du Tour de Burgos - 2e de la LuK-Cup - 3e du Grand Prix Bruno Beghelli - 7e de Paris-Nice - 2000 - Tour de Campanie - 4e étape du Tour du Trentin - 2e du Tour de Suisse - 6e du championnat du monde du contre-la-montre - 8e de la Flèche wallonne - 9e de Paris-Nice - 2001 - Paris-Nice : - Classement général - 6e étape (contre-la-montre) - Classement général du Tour de Romandie - 15e étape du Tour d'Italie (contre-la-montre) - 2e du Grand Prix de Chiasso - 2e de la Semaine internationale Coppi et Bartali - 10e du Tour du Pays basque - 2002 - Champion d'Italie du contre-la-montre - 6e étape de Paris-Nice - Tour de Romandie : - Classement général - 2e étape - 17e étape du Tour de France - Championnat de Zurich - Subida a Urkiola - 2e du championnat d'Italie sur route - 2e de la LuK-Cup - 5e de la Classique de Saint-Sébastien - 6e de la Coupe du monde - 7e de la Flèche wallonne - 8e de Paris-Nice - 9e du Tour de Lombardie | - 2003 - Tour de la Communauté valencienne : - Classement général - 1re étape (contre-la-montre) - 4e étape de Paris-Nice (contre-la-montre) - Semaine catalane : - Classement général - 4e étape - 18e étape du Tour d'Italie - 3e du Tour de Lombardie - 4e du Tour du Pays basque - 5e du championnat du monde du contre-la-montre - 2004 - 2e de la Coppa Agostoni - 3e du Trophée Melinda - 3e du Prix de Misano-Adriatico - 8e du Tour de Lombardie - 2005 - 3ea étape du Tour de Luxembourg |  |

## Résultats sur les grands tours

### Tour de France
3 participations
- 1997 : abandon (14e étape)
- 2002 : 25e, vainqueur de la 17e étape
- 2005 : non-partant (11e étape)

### Tour d'Italie
8 participations
- 1996 : 84e
- 1997 : 14e
- 1998 : 42e
- 1999 : abandon (13e étape)
- 2000 : 13e
- 2001 : exclu pour dopage (20e étape), vainqueur de la 15e étape (contre-la-montre),  maillot rose pendant 9 jours
- 2002 : 10e
- 2003 : 7e, vainqueur de la 18e étape

### Tour d'Espagne
3 participations
- 1998 : abandon (11e étape)
- 1999 : abandon (5e étape)
- 2003 : 21e